# 括異志
括異志，宋張師正著。凡十卷，补遗一卷。
張師正宦遊四十年，不得志，於是“推變怪之理，參見聞之異，得二百五十篇”。此書多記朝野人物奇聞異事，涉及当时著名士大夫者较多，看似煞有其事。每条結尾偶會注明出处，叙事僅百餘字。內容多屬因果报应，善惡有報之類。《郡齋讀書志》卷一三著錄十卷，二百五十篇，魏泰為之序。《宋史‧藝文志》亦著錄。今傳《四部叢書刊續編》本十卷，為明正德時人虞山逸民俞洪重依宋本抄錄，無魏序，僅存一百三十三篇。